# Lista monumentelor ocrotite de stat din municipiul Bălți
Lista monumentelor din municipiul Bălți cuprinde monumentele patrimoniului cultural din municipiul Bălți înscrise în Registrul monumentelor Republicii Moldova ocrotite de stat.
Registrul monumentelor Republicii Moldova ocrotite de stat a fost aprobat prin Hotărârea Parlamentului nr. 1531-XII împreună cu Legea nr. 1530-XII privind ocrotirea monumentelor RM din 22 iunie 1993. În Monitorul Oficial nr. 1 din 1994 a fost publicată doar Legea, fără a include însă și Registrul, care a fost publicat mult mai târziu, la 2 februarie 2010. A nu se confunda cu Registrul arheologic național sau cel al monumentelor de for public, care sunt liste diferite ce vizează doar anumite compartimente ale patrimoniului cultural, întocmite în baza unor legi separate. De asemenea, este diferit de Registrul monumentelor de importanță națională și locală din Bălți, care este elaborat și aprobat în mod independent de către autoritățile locale ale municipiului.
Lista completă este menținută și actualizată periodic de către Ministerul Culturii din Republica Moldova, dar înainte ca modificările să intre în vigoare acestea trebuie să fie aprobate de către Parlament. Această listă este menită să cuprindă și actualizările ulterioare.
| Nr. | Localizare                                                                                           | Denumire | Datare       | Tip   | Însemnătate | Imagine                 | Erori             |
| --- | --- | --- | ------------ | ----- | ----------- | ----------------------- | ----------------- |
| 7   | Bălți str. Soroca, 109/A 47°46′42″N 27°56′43″E / 47.77845°N 27.945392539°E                           | Biserica „Sfinții Arhangheli Mihail și Gavriil” | 1936-1939    | Is At | N           | galerie \| Încarcă foto | Raportează eroare |
| 8   | Bălți str. Ștefan cel Mare și Sfânt, 78 47°45′33″N 27°55′11″E / 47.75929939336°N 27.919831512143°E   | Biserica „Sfinții Apostoli Petru și Pavel” | 1915-1929    | At    | N           | galerie \| Încarcă foto | Raportează eroare |
| 9   | Bălți str. Mircea cel Bătrân, 75/A 47°45′13″N 27°56′03″E / 47.753733447846°N 27.934054619649°E       | Biserica „Sfinții Arhangheli Mihail și Gavriil” | 1926-1936    | At    | N           | Încarcă foto            | Raportează eroare |
| 10  | Bălți str. Eugene Pottier, 2/A 47°46′28″N 27°55′40″E / 47.7745374°N 27.9277°E                        | Biserica „Nașterea Maicii Domnului” | 1881-1889    | At    | N           | galerie \| Încarcă foto | Raportează eroare |
| 11  | Bălți str. Hotinului, 39 47°45′24″N 27°55′29″E / 47.756556°N 27.924789°E                             | Biserica „Sfântul Grigore Luminătorul Armeniei” | 1910-1914    | At    | N           | galerie \| Încarcă foto | Raportează eroare |
| 12  | Bălți str. Calea Ieșilor, 19/1 47°45′51″N 27°53′55″E / 47.764188624102°N 27.898558302329°E           | Biserica „Sfânta Cuvioasă Parascheva” | 1926-1934    | At    | N           | galerie \| Încarcă foto | Raportează eroare |
| 13  | Bălți str. A. Pușkin, 17 47°45′27″N 27°55′09″E / 47.757611°N 27.919206°E                             | Casă de locuit | 1927         | At    | N           | Încarcă foto            | Raportează eroare |
| 14  | Bălți str. Păcii, 28 47°45′27″N 27°55′38″E / 47.75744608023°N 27.927268508035°E                      | Casa Hadji Marcarov | sec. XIX     | At    | N           | galerie \| Încarcă foto | Raportează eroare |
| 15  | Bălți str. Hotin, 26 47°45′22″N 27°55′29″E / 47.756095°N 27.924836°E                                 | Casă de raport | 1934         | At    | N           | galerie \| Încarcă foto | Raportează eroare |
| 16  | Bălți str. Decebal, 2/A 47°45′32″N 27°55′11″E / 47.758975447438°N 27.919665578038°E                  | Casă de raport | 1956         | At    | N           | galerie \| Încarcă foto | Raportează eroare |
| 17  | Bălți str. Ștefan cel Mare și Sfânt, 52 47°45′40″N 27°55′26″E / 47.760981596509°N 27.923957129315°E  | Casă de raport | anii 1930    | At    | N           | galerie \| Încarcă foto | Raportează eroare |
| 18  | Bălți str. Ștefan cel Mare și Sfânt, 79 47°45′33″N 27°55′15″E / 47.759124465296°N 27.920720955539°E  | Casă de raport | 1930         | At    | N           | galerie \| Încarcă foto | Raportează eroare |
| 19  | Bălți str. Independenței, 55 47°45′16″N 27°55′11″E / 47.7544°N 27.9197°E                             | Catedrala Episcopală „Sfinții Împărați Constantin și Elena” | 1924-1935    | At    | N           | galerie \| Încarcă foto | Raportează eroare |
| 20  | Bălți str. Ștefan cel Mare și Sfânt, 30/3 47°45′49″N 27°55′42″E / 47.763502926201°N 27.92839178354°E | Catedrala „Sfântul Ierarh Nicolae” | 1795-1804    | At    | N           | galerie \| Încarcă foto | Raportează eroare |
| 21  | Bălți str. 31 August 1989, 24 47°45′22″N 27°54′56″E / 47.756025°N 27.915681°E                        | Cazarme militare | 1906         | At    | N           | galerie \| Încarcă foto | Raportează eroare |
| 22  | Bălți str. Ștefan cel Mare și Sfânt, 50 47°45′41″N 27°55′29″E / 47.761296938275°N 27.924586000886°E  | Clădirea fostei bănci | înc. sec. XX | At    | N           | galerie \| Încarcă foto | Raportează eroare |
| 23  | Bălți str. Alexandru Lăpușneanu, 2 47°45′35″N 27°55′15″E / 47.759779232096°N 27.920709286251°E       | Clădirea fostului liceu evreiesc | înc. sec. XX | At    | N           | galerie \| Încarcă foto | Raportează eroare |
| 24  | Bălți str. 31 August 1989, 1 47°45′40″N 27°54′37″E / 47.761047048511°N 27.91025728516°E              | Clădirea pavilionului de pasageri al gării Pămînteni | anii 1930    | Is At | N           | galerie \| Încarcă foto | Raportează eroare |
| 25  | Bălți str. Fiodor Dostoievski, 12 47°45′33″N 27°55′22″E / 47.759167259146°N 27.922770674075°E        | Complexul de clădiri ale hotelului „Basarabia” | sec. XIX     | At    | N           | galerie \| Încarcă foto | Raportează eroare |
| 26  | Bălți str. Carol Schmidt – 6, 12, 16                                                                 | Fondul construit al străzii Carol Schmidt | anii 1930    | At    | N           | galerie \| Încarcă foto | Raportează eroare |
| 27  | Bălți str. Feroviarilor, 18/A 47°47′15″N 27°55′16″E / 47.787615841555°N 27.921056696719°E            | Complexul de clădiri ale stației de cale ferată | sf. sec. XIX | At    | N           | galerie \| Încarcă foto | Raportează eroare |
| 28  | Bălți str. Independenței, 36-40 47°45′16″N 27°55′17″E / 47.754444444444°N 27.921388888889°E          | Complexul de clădiri ale Universității de Stat „Alecu Russo”, alcătuit din clădirile fostelor licee „Ion Creangă” (pentru băieți), „Domnița Ileana” (pentru fete) și liceului seminarial | 1934-1942    | At    | N           | galerie \| Încarcă foto | Raportează eroare |
| 29  | Bălți str. Ștefan cel Mare și Sfânt, 60 47°45′38″N 27°55′22″E / 47.760555555556°N 27.922777777778°E  | Edificiu pentru funcții cultural-sociale | înc. sec. XX | Is At | N           | galerie \| Încarcă foto | Raportează eroare |
| 30  | Bălți Piața V. Alecsandri, 1 47°45′37″N 27°55′31″E / 47.76028°N 27.92537°E                           | Edificiul Teatrului Național „Vasile Alecsandri” cu compoziția sculpturală „Teatru” pe fațadă                                                                                            | 1978-1991    | Ar At | N           | galerie \| Încarcă foto | Raportează eroare |
| 31  | Bălți str. A. Pușkin 47°45′17″N 27°55′32″E / 47.754817280324°N 27.925443901602°E                     | Monument la mormântul ostașilor căzuți (2) în 1944. Parcul eroilor |              | Is    | N           | galerie \| Încarcă foto | Raportează eroare |
| 32  | Bălți str. Feroviarilor, 18/A 47°47′08″N 27°55′36″E / 47.785489°N 27.926602°E                        | Monument la mormântul comun al ostașilor feroviari căzuți în 1944 |              | Is    | N           | galerie \| Încarcă foto | Raportează eroare |
| 38  | Bălți str. M. Sadoveanu, 1 47°45′19″N 27°55′31″E / 47.755277777778°N 27.925277777778°E               | Scuarul Maria | 1869         | At    | N           | galerie \| Încarcă foto | Raportează eroare |
| 39  | Bălți str. Independenței, 17 47°45′39″N 27°55′49″E / 47.760832200904°N 27.930237363711°E             | Parcul central | anii 1950    | Is At | N           | galerie \| Încarcă foto | Raportează eroare |
| 40  | Bălți str. Visarion Puiu, 1 47°45′58″N 27°53′45″E / 47.766178696884°N 27.895865389015°E              | Reședința Episcopală – complexul de clădiri și parcul | 1924-1934    | Is At | N           | galerie \| Încarcă foto | Raportează eroare |
| 42  | Bălți str. Independenței. 26 47°45′34″N 27°55′29″E / 47.759440559736°N 27.924687656018°E             | Vilă urbană (reconstruită în 1932 pentru funcții social-culturale) | sf. sec XIX  | Is At | N           | galerie \| Încarcă foto | Raportează eroare |
| 43  | Bălți str. Victoriei, 49 47°45′27″N 27°53′50″E / 47.75736132°N 27.8971166°E                          | Ansamblul de construcții industriale ale S.A. „Barza Albă”, utilizate în scopul de producție, maturare și păstrare a divinului, precum și în scopuri turistice                           | 1954–1970    | At    | N           | Încarcă foto            | Raportează eroare |